# برهان الدين المرغيناني
برهان الدين أبو الحسن علي بن أبي بكر بن عبد الجليل الفرغاني المرغيناني (511- 593 هـ / 1135- 1197 م) من كبار فقهاء الحنفية، صاحب كتاب الهداية، وكتبه تعد من الكتب الأساسية المتداولة لدى دارسي المذهب الحنفي، وكان حافظا مفسرا محققا أديبا، من المجتهدين.

## ولادته وحياته
ولد لعائلة عربية تعود في نسبها إلى الخليفة أبي بكر الصديق (رضي الله عنه)، ولد في قرية رشدان التي تلفظ الآن ريشتان، ثم انتقل في سن الثالثة عشرة للعيش بمدينة مرغينان المعروفة حاليا مرغلان وكلاهما يقع في ولاية فرغانة بدولة أوزبكستان، وكتب فيها القسم الأول من كتابه الشهير «الهداية»، لكن أهم جزء من حياته عاشه في مدينة سمرقند، وأنهى فيها كتابه «الهداية» في أبريل (نيسان) عام 1178م.
يعرف أنه ولد في عام 530 هجرية، لكن الشيخ محمد عبد الحي اللكنوي يذكر انه: «وُلِد عقيب صلاة العصر يوم الإثنين الثامن من شهر رجب سنة إحدى عشرة وخمسمائة (511 هـ الموافق للسنة: 1117م)» 

## دراسته
درس الفقه الحنفي وعلوم الشريعة الإسلامية على شيوخه المعروفين:
1. نجم الدين أبو حفص عمر النسفي –صاحب العقائد النسفية في التوحيد-.
2. حسام الدين عمر بن عبد العزيز.
3. ضياء الدين محمد بن الحسين البندنيجي –تلميذ صاحب التحفة علاء الدين السمرقندي.
4. قوام الدين أحمد بن عبد الرشيد البخاري –والد صاحب خلاصة الفتاوى.

## مكانته بين علماء الحنفية
ذكر الشيخ محمد عبد الحي اللكنوي في كتاب الفوائد البهية قائلا: واعلم أنهم قسموا أصحابنا الحنفية على ست طبقات  وذكر أنهم يعدونه في الطبقة الرابعة فقال: والرابعة: طبقة أصحاب الترجيح كالقدروي، وصاحب الهداية (يقصد برهان الدين المرغيناني)، القادرين على تفضيل بعض الروايات على بعض بحسن الدراية.
وكتب السيد محمد بدر الدين أبو فراس النعساني الحلبي صاحب التعاليق على الفوائد البهية في ترجمة مؤلف الهداية ما نصه: ذكره ابن كمال باشا من طبقة أصحاب الترجيح القادرين على تفضيل بعض الروايات على بعض برأيهم النجيح. وتعقب بأن شأنه ليس أدون من قاضيخان، وله في نقد الدلائل واستخراج المسائل شأنٌ أيُّ شأنٍ، فهو أحق بالاجتهاد في المذهب، وعده من المجتهدين في المذهب إلى العقل السليم أقرب.

## مؤلفاته
له مؤلفات منها:
- كتاب مجموع مختارات النوازل
- كتاب التجنيس والمزيد
- كتاب في الفرائض
- كتاب المنتقى «منتقى الفروع»
- كتاب البداية المسمى بـ «بداية المبتدي»
- كتاب الكفاية المسمى بـ «كفاية المنتهي شرح بداية المبتدي»
- كتاب الهداية شرح البداية
- مناسك الحج

وله كتاب بداية المبتدي قال فيه المؤلف: وجدت المختصر المنسوب إلى القدوري أجمل كتاب في أحسن إيجاز وإعجاب، ورأيت كبراء الدهر يرغبون الصغير والكبير في حفظ الجامع الصغير، فهممت أن أجمع بينهما ولا أتجاوز فيه عنهما إلا ما دعت الضرورة إليه، وسميته: (بداية المبتدي). وقد اختار المؤلف في ترتيب أبوابه ترتيب الجامع الصغير للإمام محمد بن الحسن الشيباني.
وقد شرح كتابه بداية المبتدي شرحين:
الأول: بكتاب أسماه (كفاية المنتهي) يقع في ثمانين مجلدا كما نقله اللكنوي عن مفتاح السعادة.
والثاني سمّاه الهداية وسبب شرحه أنه لما تبين في شرحه الأول التطويل وخشي أن يُترك الكتاب عاد فشرح كتابه بداية المبتدي شرحا ثانياً مختصراً، وهو كتابه المشهور المتداول بين فقهاء ودارسي المذهب، وقد اعتنى كثير من العلماء والباحثين بكتابة الحواشي والشروح على كتاب الهداية.
وقد أُلِّفت كتب في تخريج الأحاديث التي استند إليها صاحب الهداية منها:
1. العناية بمعرفة أحاديث الهداية للشيخ محيي الدين عبد القادر بن محمد القرشي المصري.
2. الكفاية في معرفة أحاديث الهداية للشيخ علاء الدين
3. نصب الراية لأحاديث الهداية للشيخ جمال الدين بن عبد الله بن يوسف الزيلعي وهو أشهرها وقد اختصره الحافظ ابن حجر العسقلاني في كتابه الدراية في منتخب تخريج أحاديث الهداية .
4. منية الألمعي فيما فات من تخريج أحاديث الهداية للزيلعي تأليف الامام الحافظ قاسم بن قطلوبغا الجمالي.

لكن لم تبق جميع مؤلفاته حتى اليوم. ويحتفظ معهد الإستشراق التابع لأكاديمية العلوم في جمهورية أوزبكستان بعدد من مؤلفاته المخطوطة وهي:
- بداية المبتدي
- ومجمع مختارات النوازل
- الهداية في الفقه
- والكفاية في شرح الهداية.

## وفاته
وتوفي ليلة الثلاثاء الرابع عشر من ذي الحجة سنة 593 هـ ، ودفن بسمرقند .
وكان عمره حين توفي أربع وسبعون عاماً في عام 1197م ودفن في مقبرة تشوكارديزا بسمرقند.